# Vera Strodl
Vera Strodl, Vera Elsie Strodl Dowling, född 16 juli 1918 i Braughing, Hertfordshire, England, död 11 januari 2015 i St. Albert, Alberta, Kanada, var en brittisk-dansk flygare.
Strodl var mycket flygintresserad men saknade de ekonomiska möjligheterna att ta flygcertifikat. Hon arbetade som servitris och alla pengar hon kunde undvara sparade hon till sin flygutbildning som hon inledde 1935. Efter två år lyckades hon att erhålla sitt privatflygcertifikat. När andra världskriget bröt ut arbetade hon för Air Transport Auxiliary som leveransflygare av bomb- och jaktflygplan, totalt flög hon över 150 olika flygplanstyper. Till fronten flög hon nya flygplan och på tillbakavägen blev det skadade flygplan som kunde repareras. Hon anställdes som testpilot vid Auster Aircraft. 
Efter kriget leveransflög hon flygplan till Sverige, och var anställd som pilot vid Ostermans 1946-1947. Hon utbildade sig till flyglärare och blev chef för flygskolan i Sandown 1947. Hon flyttade till Alberta i Kanada 1952 där hon startade en flygskola, hon var även verksam som lärare vid North Alberta Institute of Technology under 14 år. Hon flögs med Air Canada till London 1971 där hon under en prisceremoni tilldelades det brittiska samväldets högsta flygutmärkelse Silver Medal of the Award of Merit av Peter Cane. När hon slutade flyga 1987 hade hon bokfört över 30 000 timmars flygtid. Hon valdes in i Kanadas Aviation Hall of Fame 2000.